# 拉讷沃维尔苏蒙福尔
拉讷沃维尔-苏蒙福尔（法語：La Neuveville-sous-Montfort，法語發音：[la nœv.vil su mɔ̃fɔʁ] ⓘ）是法国大東部大區孚日省的一个市镇，属于讷沙托区。

## 地理
拉讷沃维尔-苏蒙福尔（48°13'28"N, 6°1'6"E）面积10.21 平方千米，位于法国大東部大區孚日省，该省份为法国东北部内陆省份，北起默兹省和默尔特-摩泽尔省，西接上马恩省，南至上索恩省和贝尔福地区省，东临上莱茵省和下莱茵省。
与拉讷沃维尔-苏蒙福尔接壤的市镇（或旧市镇、城区）包括：栋于连、阿雷维尔、勒蒙库尔、泰苏蒙福尔。
拉讷沃维尔-苏蒙福尔的时区为UTC+01:00、UTC+02:00（夏令时）。

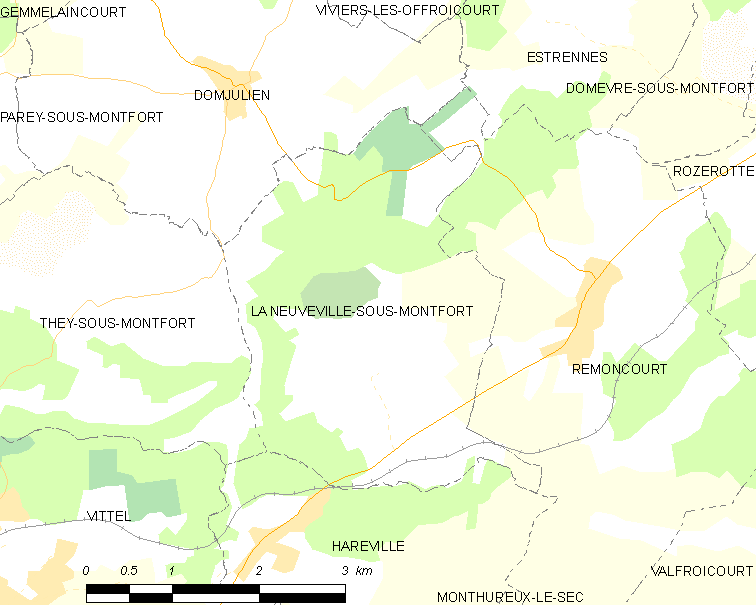
拉讷沃维尔-苏蒙福尔的OSM定位图

## 行政
拉讷沃维尔-苏蒙福尔的邮政编码为88800，INSEE市镇编码为88325。

## 政治
拉讷沃维尔-苏蒙福尔所属的省级选区为维泰勒县。

## 人口

1962-2008年间拉讷沃维尔-苏蒙福尔人口变化图示

拉讷沃维尔-苏蒙福尔于2022年1月1日时的人口数量为182人。